# راشکاترز بی، نیو ساوت ولز
راشکاترز بی (به انگلیسی: Rushcutters Bay) یک حومه شهر در استرالیا است که در نیو ساوت ولز واقع شده‌است.